# أسامة أنور عكاشة
أسامة أنور عكاشة (27 يوليو 1941 – 28 مايو 2010) كاتب وصحفي وروائي وكاتب سيناريو مصري. وهو أحد أهم المؤلفين وكتاب السيناريو في الدراما المصرية والعربية، وتعتبر أعماله التلفزيونية الأهم والأكثر متابعة في مصر والوطن العربي.

## عن حياته
ولد أسامة أنور عكاشة في 27 يوليو 1941 في مدينة طنطا. تلقى تعليمه الابتدائي والثانوي بمدارس كفر الشيخ، حيث كان يعمل والده، وتوفيت والدته وهو لم يتجاوز السادسة، وكان لذلك الحرمان أكبر الأثر في شخصيته من خلال الحب الذي جسده في كل أعماله كأنه يعوض عما حرم منه في طفولته.
حصل على ليسانس الآداب من قسم الدراسات النفسية والاجتماعية بجامعة عين شمس عام 1962. عمل بعد تخرجه أخصائيًا اجتماعيًا في مؤسسة لرعاية الأحداث، ثم عمل مدرسًا في مدرسة بمحافظة أسيوط وذلك بالفترة من عام 1963 إلى عام 1964 ، ثم انتقل للعمل بإدارة العلاقات العامة بديوان محافظة كفر الشيخ وذلك بالفترة من عام 1964 إلى عام 1966، انتقل بعدها للعمل كأخصائي اجتماعي في رعاية الشباب بجامعة الأزهر وذلك من عام 1966 إلى عام 1982 عندما قدم استقالته ليتفرغ للكتابة والتأليف.

## من آرائه
كان له مقال أسبوعي في جريدة الأهرام، واشتهر كونه كاتب أكثر المسلسلات في مصر والشرق الأوسط شعبية مثل ليالي الحلمية والشهد والدموع. آخر أعماله التليفزيونية كان مسلسل المصراوية، وقد حاز على جائزة أفضل عمل في الجزء الأول منه والذي عُرض في سبتمبر من عام 2007 ، ويجسّد المسلسل تاريخ الشعب المصري منذ العام 1914. عرف عنه إنه ناصري التوجه، لكنه لم يعد يؤمن بفكر الرئيس جمال عبد الناصر، وطالب بحل جامعة الدول العربية وإنشاء منظومة كومنولث للدول الناطقة بالعربية مبني على أساس التعاون الاقتصادي، ويعرف عنه أيضا انتقاده وهجومه على التطرف والجماعات المتطرفة.
ويعرف عنه عشقه الشديد لمدينة الإسكندرية على الرغم من أنه لا ينتمي إليها، لكنه كان يقيم بها بصورة شبه متواصلة وينجز بها أهم أعماله.

### رأيه حول عمرو بن العاص
أثارت تصريحات حول شخصية عمرو بن العاص والتي نعته خلالها بأوصاف اعتبرها الكثيرون لا تليق بأحد صحابة الرسول محمد، وقد أحدث الأمر ضجة في الأوساط الدينية في مصر، تفاعلت أكثر بعدما أعلن في برنامج القاهرة اليوم الذي بثته قناة اليوم التابعة لشبكة أوربت الفضائية بعد تصريحاته الصحفية على الهواء مباشرة تمسّكه برأيه، وسخر من محاوره الداعية الإسلامي الشيخ خالد الجندي الذي عارض رأيه، حيث تساءل قائلًا
| أسامة أنور عكاشة | "هو لما يكون ده رأينا في عمرو بن العاص أبقى خرجت عن الإسلام أو أنكرت ما هو معلوم من الدين؟ | أسامة أنور عكاشة |

كما قال أيضًا 
| أسامة أنور عكاشة | إن ابن العاص لا يستحق أن يمجد في عمل درامي من تأليفه | أسامة أنور عكاشة |

## أعماله

### الأعمال الروائية
- خارج الدنيا، مجموعة قصصية صدرت عام 1967.[6]
- أحلام في برج بابل، رواية صدرت عام 1973.[6]
- مقاطع من أغنية قديمة، مجموعة قصصية صدرت عام 1985.[6]
- منخفض الهند الموسمي، رواية صدرت عام 2000.[6]
- وهج الصيف، رواية صدرت عام 2001.[6]
- سوناتا لتشرين، رواية صدرت عام 2010.[7]

### من أعماله الدرامية
- على أبواب المدينة.
- المشربية
- الحب وأشياء أخرى
- وأدرك شهريار الصباح.
- أنا وأنت وبابا في المشمش.
- الراية البيضا.
- وقال البحر .
- ريش علي مفيش.
- لما التعلب فات.
- طيور الصيف
- عصفور النار.
- رحلة أبو العلا البشري.
- أبو العلا البشري 90.
- وما زال النيل يجري.
- ضمير أبلة حكمت.
- الشهد والدموع - جزئين.
- ليالي الحلمية - خمسة أجزاء.
- أرابيسك.
- زيزينيا - جزئين.
- امرأة من زمن الحب.
- أميرة في عابدين.
- كناريا وشركاه.
- عفاريت السيالة.
- أحلام في البوابة.
- المصراوية - جزئين.
- النوة.
- أهالينا

راجعين يا هوا

### أعماله السينمائية
- كتيبة الإعدام.
- تحت الصفر.
- الهجامة.
- دماء على الإسفلت.
- الطعم والسنارة.
- الإسكندراني.
- الباب الأخضر

### من أعماله المسرحية
- القانون وسيادته.
- البحر بيضحك ليه.
- الناس اللي في الثالث.

## وفاته
توفي يوم الجمعة 28 مايو 2010 أثناء وجوده بغرفة العناية المركزة بمستشفى وادي النيل الذي دخله قبل أيام من وفاته.

## وصلات خارجية
- أسامة أنور عكاشة على موقع IMDb (الإنجليزية)
- أسامة أنور عكاشة على موقع الدهليز
- أسامة أنور عكاشة على موقع قاعدة بيانات الأفلام العربية
- أسامة أنور عكاشة ورحلة البحث عن الهوية، المجلس
- ترشيح أسامة أنور عكاشة لجائزة مبارك للفنون، محيط
- أسامة أنور عكاشة أكثر من مشروع ابداعي، العربي[وصلة مكسورة]
- مقال على موقع بلدي.نت عن الكاتب أسامة أنور عكاشة
- أسامة أنور عكاشة حول الأدب الدرامى وقضايا الواقع !!